# Cryptocorynetes
Cryptocorynectes zijn een geslacht van kleine kreeftachtigen uit de klasse Remipedia. Het zijn blinde, wormachtige bewoners van diepe grotten die in verbinding staan met de zee.

## Kenmerken
Het onderscheidende kenmerk van dit geslacht zijn de discoïde organen op de maxilla en Maxillipede. Dit komt bij geen van de andere Remipedia-geslachten voor.

## Voorkomen
Cryptocorynectes komen voor in diepe kustgrotten bij de Bahama's.

## Soorten
Het geslacht kent de volgende soorten:
- Cryptocorynetes elmorei Hazerli et al., 2009[2]
- Cryptocorynetes haptodiscus Yager, 1987[1]
- Cryptocorynetes longulus Wollermann et al., 2007[3]